# Louis Priser
Œuvres principales
Une poignée d'ajonc, 1984.
Compléments
Administrateur de l'association Les Amis du jardin Georges Delaselle (1989-2009).
Louis Priser (1913-2009), est un instituteur, un écrivain et un journaliste français dont la langue maternelle est le breton léonard.
Contemporain et ami du cornouaillais Pierre-Jakez Hélias, il témoigne notamment, à travers ses récits autobiographiques, de la vie rurale et pauvre de la Basse-Bretagne d'avant guerre,

## Biographie

### Enfance
Louis Priser nait à Penzé, en Taulé, dans la ferme familiale de Meaz Curunec. Son père, aidé de deux domestiques, s'occupe de ses cinq vaches et de son champ de blé,. De plus, il se loue, avec ses trois chevaux tirant deux charrettes, à la minoterie Borgnis-Desbordes comme livreur des boulangeries de la région de Saint Pol et de Morlaix,. Sa mère, Françoise Guiader, est la fille d'une aubergiste de Penzé et d'un « tueur de porcs » (lac'her moc'h), métier alors ambulant qui requérait d'opérer également les castrations.
Lorsque son père est mobilisé, Louis Priser est séparé de sa fratrie, sa sœur Marie, née en 1904, son aîné Charles, Albert, né un an après lui, et est élevé avec ses cousines jusqu'à l'âge de sept ans par sa tante, aubergiste qui tient dans le bas de Penzé une épicerie faisant office de café,. C'est un milieu bretonnant mais plus ouvert à la langue française,, qui s'impose aux enfants, lesquels, du moins la grande majorité qui se considère comme appartenant à la paysannerie, n'utilisent que le breton entre eux.
Il retrouve en 1920 le monde paysan de ses parents, qui déménagent l'année suivante, à la naissance d'un petit Yves, de quelques centaines de mètres, à la ferme de Kersiroux. Le choc qu'a été ce retour à la vie rude d'un autre âge fera l'objet de son premier récit autobiographique, Une poignée d'ajoncs. C'est dans ce milieu, malgré tout aimant mais baigné de superstitions, qu'il reçoit son éducation, en français, l'emploi du breton à la maison ayant été interdit par l'instituteur, au point que la langue qu'utilisent entre eux ses parents lui reste étrangère.

### La crise morale de l'adolescence
Les excès de l'ordre moral rigoriste fondé sur la brimade et l'obsession du péché, dans lequel il est élevé tant à l'école qu'au catéchisme, le conduisent dès les débuts de l'adolescence à rejeter l'Église et se tourner vers une sorte de panthéisme personnel nourri par la contemplation de la nature.
En 1925, ses résultats au certificat d'études lui valent d'être admis, avec un an d'avance, à l'école primaire supérieure de Morlaix, où il réussit le concours qui le fait boursier. Grâce à cette bourse, il poursuit ses études jusqu'au baccalauréat au lycée de Morlaix.
À l'âge de quinze ans, la découverte de la théorie de l'évolution, les lectures de Zola, Vallès, Hugo le confortent dans le rejet du monde religieux dont il est issu, et l'amène à rêver d'une utopie politique égalitaire. La crise morale et familiale qu'il vit alors est profonde. Dans le Pays de Léon où la réussite sociale passe par le séminaire de Saint-Pol-de-Léon, il est rejeté par les siens comme mécréant ((br) difeiz).
Après une expérience d'alcoolisation, il renonce au projet d'arrêter ses études et se faire Johnny, mais son désir d'évasion se traduit par une première escapade suicidaire en mer. Il découvre la navigation en travaillant l'été sur un des cotres dragueurs de sable coquillier ((br) traez), matériau d'amendement dont le port de Penzé est spécialiste.

### Instituteur
En 1930, à l'âge de dix-sept ans, il choisit de devenir instituteur et est admis l'École normale primaire de Quimper. Il effectue son premier stage l'année suivante à l'île-de-Batz. C'est là qu'il est nommé au terme des trois années de formation, en 1934. Il y défend l'école laïque dans un monde où sa fréquentation expose encore à l'excommunication et y poursuit sa carrière pendant cinq ans, jusqu'à la guerre. C'est sur cette île qu'il devient l'ami de Georges Delaselle.
De l'automne 1939 à l'été 1940, il est mobilisé dans un régiment de dragons.
En 1941, il est nommé à l'école de garçons d'Huelgoat, rue des Cieux, qui comprend un internat, bien moindre que celui de l'école des filles. Durant l'Occupation, son engagement républicain le conduit, comme beaucoup de soldats démobilisés que la drôle de guerre a déroutés, à entrer dans la Résistance,, dont l'un des plus grands maquis bretons, organisé dès 1941 par les FTP de l'ex-conseiller municipal communiste Fernand Jacq, se trouve dans la forêt d'Huelgoat et dont le réseau Sibiril organise des exfiltrations par mer.
En 1945, il est un des premiers à organiser une colonie de vacances,. Il crée avec quatre amis une association huelgoataine, L'Amicale laïque. L'association achète une ancienne auberge de jeunesse sur l'Ile-de-Batz  au lieu-dit Kerabandu. Il y anime, avec l'aide des habitants, une classe de mer où les enfants d'Huelgoat apprennent à nager et à ramer, la colonie du Phare, retrouvant chaque été l'île, vers laquelle, adolescent, il rêvait de s'évader.

### Écrivain
Passionné de photographie, il devient dans les années 1960 correspondant local de presse du Télégramme. Pendant quarante ans, il alimentera la chronique locale d'Huelgoat, et celle de Batz, où il a une résidence secondaire. Ses pages vacances, consacrées à la pêche côtière et illustrées de photographies originales, ont un grand succès.
En 1982, à l'âge de soixante-neuf ans, dans sa maison de Toul ar Hoat, entre la ville et la forêt d'Huelgoat, il entreprend la rédaction de ses souvenirs. Il publie l'année suivante chez Jos Le Doaré deux brochures, des contes et des souvenirs. La réunion de certains de ces derniers dans un récit consacré à l'enfance et à son village natal, Penzé, est publiée 1984 à Paris, Une poignée d'ajoncs, qui reçoit le prix décerné chaque année par la revue La Vie. Suivra trois ans plus tard le récit autobiographique de la libération personnelle et morale qu'a été sa rencontre avec la mer, à Île-de-Batz, Une brassée de goëmon.
Cette même année 1987, le pêcheur Louis Priser collabore avec le chef cuisinier Patrick Jeffroy à un ouvrage sur les Plaisirs du bord de mer. Les auteurs reçoivent l'année suivante de l'Association des écrivains bretons le Prix de la Fédération des Bretons de Paris.
En 1995, il publie les photographies d'écoles des années passées à Huelgoat et des étés à Batz. Il les enrichit d'anecdotes, Le Temps des jonquilles.
Louis Priser meurt le 9 février 2009 à la maison de retraite d'Huelgoat et, conformément à son souhait, son corps est incinéré.

## Œuvre

### Quadrilogie autobiographique
- Préf. P. J. Hélias, Une poignée d'ajoncs, coll. Mémoires du peuple, Éditions universitaires, Paris, 1984, 243 p.  (ISBN 2-7113-0259-8), réed. Une poignée d'ajoncs, Liv'éditions, Le Faouët, 2001, 377 p. (Récit de l'enfance à Penzé - Visualiser sur Gallica).
- Une brassée de goémon, Éditions universitaires, Paris, 1987, 220 p., réed. Liv'éditions, Le Faouët, 2002, 319 p.  (ISBN 978-2-84497-029-9). (L'adolescence à Batz).
- La Forêt buissonnière, Editions Bretagnes, Taulé, 1989, 259 p.-[16] p. de pl., (La carrière d'instituteur à Huelgoat).
- Le Temps des jonquilles, L. Priser, Huelgoat, 1995, 128 p.

### Éditions de poche
- Une poignée d'ajoncs, Liv'éditions, Le Faouët, 2004  (ISBN 2-84497-011-7).
- Une brassée de goémon, Liv'éditions, Le Faouët, 2004  (ISBN 2-84497-029-X).
- La Forêt buissonnière, Liv'éditions, Le Faouët, 2004, 350 p.

### Traductions en breton
- (br) Avec L. Conq, Eun dornad bleuñv lann, Emgleo Breiz, Brest, 1997, 258 p.
- (br) Avec J. L. Monot, Eun dornad bezin, Emgleo Breiz, Brest, 2002, 226 p.

### Monographies
- Ill. P. Marzin, Au Pays de l'Argoat - Huelgoat. La Forêt légendaire. En Bretagne, au cœur du Finistère et des Monts d'Arrée. Guide pratique du touriste., Syndicat d'initiative, Huelgoat, [s.d.] ca. 1968.
- Huelgoat, forêt légendaire., Jos, Châteaulin, 1983, 16 p.
- L'Île de Batz, Jos, Châteaulin, 1983, 14 p.
- La Baie de Morlaix, Jos, Châteaulin, 1986, 16 p.
- Avec P. Jeffroy, Plaisirs du bord de mer, Éditions Bretagnes, Taulé, LJS, Morlaix, 1987, 142 p.
- Îles de Bretagne, Libro-Sciences, Bruxelles, [s.d.] (1991?).

### Anthropologie
- Mariages en Bretagne autrefois, Libro-Sciences, Bruxelles, 1978, rééd. 1985, 165 p.
- Nos pères les paysans bretons, Libro-Sciences, Bruxelles, 1990.
- Chasseurs et meutes en Arrée, Société de chasse de Scrignac, Plougonven, 1993, 125 p.
- Coll., Cent ans de sauvetage à l'Île de Batz, SNSM, Batz, 1996, 47 p.

### Photographie
- Louis Priser, Pierre Marzin, Au Pays de l'Argoat - Huelgoat. La Forêt Légendaire. En Bretagne, au cœur du Finistère et des Monts d'Arrée. Guide Pratique du Touriste., Syndicat d'initiative d'Huelgoat, vers 1968.
- L'île de Batz et les îliens, I, 7e Batz'Art - Ciné-phare, Batz, 11 septembre 2010 21:00.
- L'île de Batz et les îliens, II, 7e Batz'Art - Ciné-phare, Batz, 25 mars 2011 21:00.